# Dryopteris aitoniana
Dryopteris aitoniana is een varen uit de niervarenfamilie (Dryopteridaceae). Het is een endemische soort op het Portugese eiland Madeira.

## Naamgeving enetymologie
De soortaanduiding aitoniana is een eerbetoon aan de 18e-eeuwse Schotse botanicus William Aiton (1731-1793).

## Kenmerken
Dryopteris aitoniana is een overblijvende, kruidachtige plant met een vlakke open bundel van lange, breed tot smal driehoekige, lichtgroene, dubbel geveerde bladen. De toppen van het blad en van de bladslipjes zijn lang uitgerokken en spits. De onderste deelblaadjes zijn breder dan de andere en zijn in een V-vorm naar binnen gebogen.
De sporenhoopjes zitten op de onderzijde van de bladen, zijn rond of ovaal, afgedekt met een niervormig dekvliesje.
D. aitoniana is een stuk kleiner dan de zustersoort Dryopteris maderensis, die eveneens in Madeira en in hetzelfde biotoop voorkomt.

## Fylogenie
D. aitoniana is nauw verwant aan Dryopteris oligodonta, afkomstig van de Canarische Eilanden.

## Habitat, verspreiding en voorkomen
Dryopteris aitoniana is een terrestrische varen die vooral voorkomt in donkere, vochtige laurierbossen of Laurisilva.
Het is een endemische soort op het Portugese eiland Madeira, waar hij vooral voorkomt in het natuurgebied Ribeiro Frio.
... · 
D. aemula · 
D. affinis (glanzende geschubde mannetjesvaren) · 
D. aitoniana · 
D. azorica · 
D. borreri (matte geschubde mannetjesvaren) · 
D. cambrensis · 
D. carthusiana (smalle stekelvaren) · 
D. corleyi · 
D. cristata (kamvaren) · 
D. dilatata (brede stekelvaren) · 
D. erythrosora (herfstvaren) · 
D. expansa (tere stekelvaren) · 
D. filix-mas (mannetjesvaren) · 
D. guanchica · 
D. intermedia · 
D. maderensis · 
D. oligodonta · 
D. oreades · 
D. remota · 
D. rigida · 
D. stanley-walkeri · 
D. villarii · 
...